# Filomena Micato
Filomena Micato est une basketteuse mozambicaine née le 26 janvier 1986 à Maputo.  

## Carrière
Elle fait partie de l'équipe du Mozambique de basket-ball féminin avec laquelle elle participe aux championnats d'Afrique de basket-ball féminin 2009, 2011, 2013, 2015 et au championnat du monde 2014,.
En club :
- 2015- : Costa do Sol

## Palmarès
- Médaille d'argent du Championnat d'Afrique de basket-ball féminin 2013
- Médaille de bronze du Championnat d'Afrique de basket-ball féminin des 20 ans et moins 2006
- Médaille de bronze du Championnat d'Afrique de basket-ball féminin des 18 ans et moins 2004